# Synagoga v Mladé Boleslavi
Mladoboleslavská synagoga byla součástí židovského města navazujícího na historické jádro Mladé Boleslavi. Stála severně od Staroměstského náměstí, mezi budovou staré radnice a později vystavěné nové radnice. V blízkosti synagogy fungovala i fara, spolkový dům a židovská škola s muzeem. Za říčkou Klenicí naproti mladoboleslavskému hradu vznikl židovský hřbitov se špitálem.
První písemná zmínka o existenci synagogy ve městě pochází z roku 1579. Zároveň však historické prameny uvádí, že synagoga v Mladé Boleslavi byla postavena v roce 1590 „z milosti a podporou císaře Rudolfa“. Budova „nové synagogy“ se uvádí v roce 1644, v následujícím století prošla další výraznou přestavbou. Rabín A. E. Goldmann dovozuje, že původní synagoga z 16. století byla zřejmě zničena, tak jako mnoho dalších domů ve městě, v důsledku bojů třicetileté války. Další rekonstrukce byly nutné kvůli několika velkým požárům města, z nichž některé vypukly právě v židovské čtvrti.
Po objektu synagogy ze 17. století byla pojmenovaná celá (již neexistující) ulice, jeho adresa tak zněla Synagogní 129/I. Synagoga přestala být využívána v důsledku holokaustu, který přinesl zánik mladoboleslavské židovské obce a čtvrť ponechal prakticky vylidněnou. Budova zchátrala a roku 1962 byla zbourána.

## Architektura
Nová synagoga byla obdélného tvaru se sedlovou břidlicovou střechou. Hladké stěny s pískovcovou římsou zdobila okna zvýrazněná (rovněž pískovcovými) profilovanými šambránami, na straně někdejšího městského příkopu objekt podpíraly tři zděné opěráky. Synagoga měla vchod z ulice i ze dvora, k její západní straně přiléhal byt správce a zimní modlitebna.
Interiér prosvětlovaly tři páry segmentově sklenutých oken. Chrámovou loď kryla valená klenba s výsečemi nad okny, kterou nesly pilastry s římsovitými hlavicemi. Štuková výzdoba klenby pracovala s motivy čtyřkruhových rámů, kruhů a elips. Kruchta byla kryta ploše.
V synagoze stálo 228 číslovaných lavic pro muže a stejný počet rovněž pro ženy. Vyvedeny byly moderně a bez ozdob. Lavice bývaly soukromým majetkem evidovaným v úředních knihách. Židé je odkazovali svým potomkům, prodávali i zastavovali.

### Svatostánek
U stěny orientované k Izraeli stál kamenný svatostánek (aron ha-kodeš) zdobený dvojicemi korintských sloupů ve dvou patrech. Sloupy stály na hranolových stylobatech kolem schránky se svitky Tóry zakryté parochetem a kaporetem. Na vrcholu byla korunovaná kartuš s hebrejským nápisem. 
Židovská obec vlastnila mimo jiné dalších 18 hedvábných, zlatě vyšívaných parochetů. Nejstarší byl z roku 1655, nejnovější z 19. století. Vesměs šlo o dary zámožnějších rodin. Spolu s kalichy, pečetidly nebo knižními svazky tvořily sbírku mladoboleslavského židovského muzea.

## Zánik synagogy

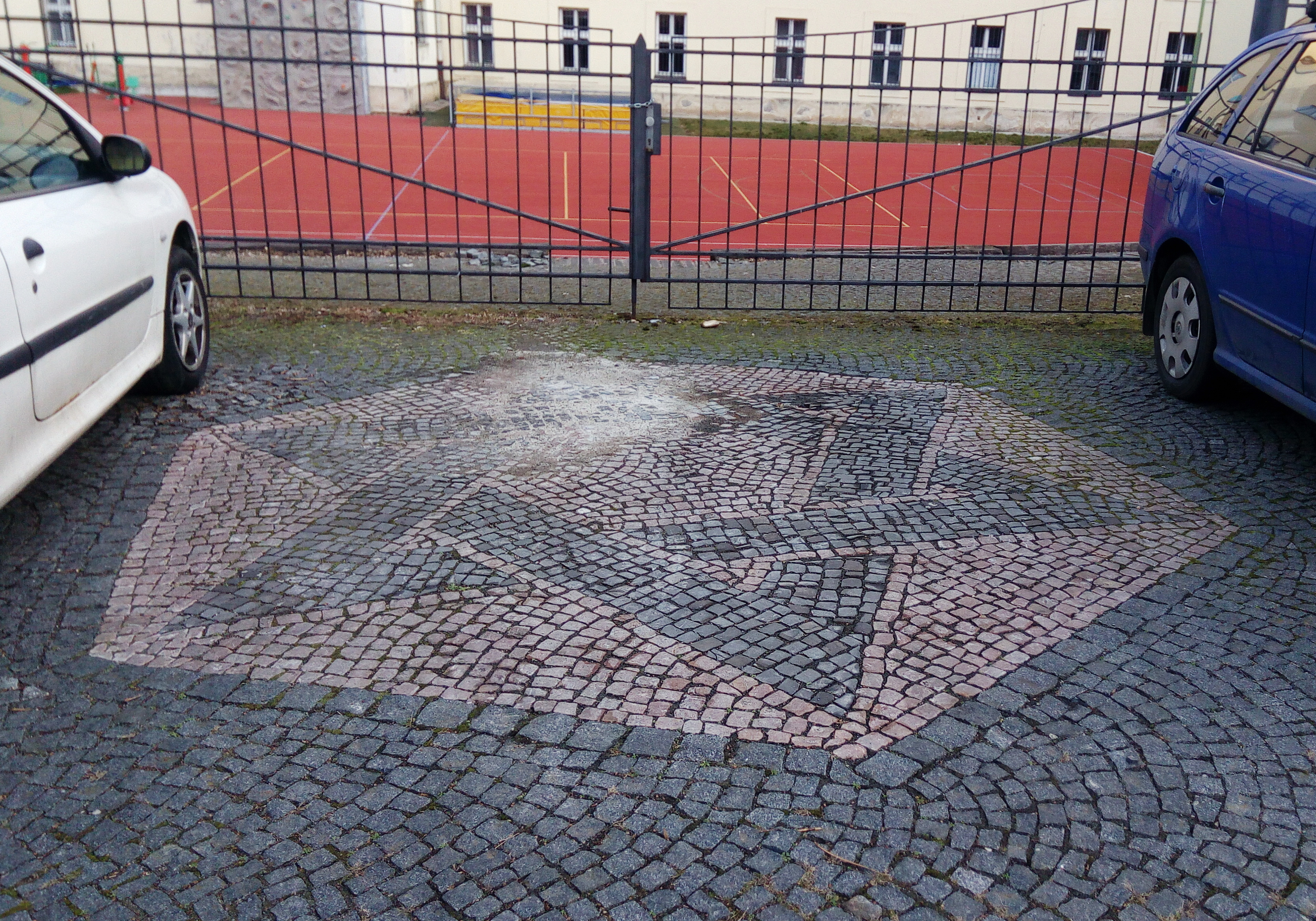
dlažba s motivem Davidovy hvězdy na místě někdejší synagogy (v roce 2022 nahrazena plastikou)

Roku 1938 byly liturgické předměty, umělecká díla a muzejní exponáty převezeny do židovského muzea v Praze, v následujících letech mladoboleslavská židovská obec v důsledku holokaustu prakticky přestala existovat – z nacistických koncentračních a vyhlazovacích táborů se po skončení druhé světové války do města vrátili jen jednotlivci.
Synagoga od roku 1939 sloužila pouze jako skladiště. k původnímu účelu se již nevrátila a spolu s dalšími domy v židovské čtvrti rychle chátrala. Město nemělo zájem na jejich údržbě, pouze bouralo stavby bezprostředně hrozící zřícením.
V roce 1961 město zvažovalo přestavbu synagogy na tělocvičnu. Podle posudku z dubna zmíněného roku měla však budova částečně propadlou střechu, ztrouchnivělý dřevěný strop a narušenou klenbu. Podlahy byly vybourané, chybělo schodiště i některá okna a dveře. Zbývající byla vážně poškozená. Z plánů na přestavbu proto sešlo a roku 1962 byla synagoga stržena.
Parcela, na které budova stála, zůstala nezastavěná a slouží zejména k parkování. V dlažbě někdejší synagogu po několik let připomínal symbol Davidovy hvězdy. V roce 2022 byl nahrazen plastikou s židovskými motivy a informačním textem. Důstojnější pietní místo financovalo město Mladá Boleslav na návrh obyvatel v rámci participativního rozpočtu.

## Rabíni

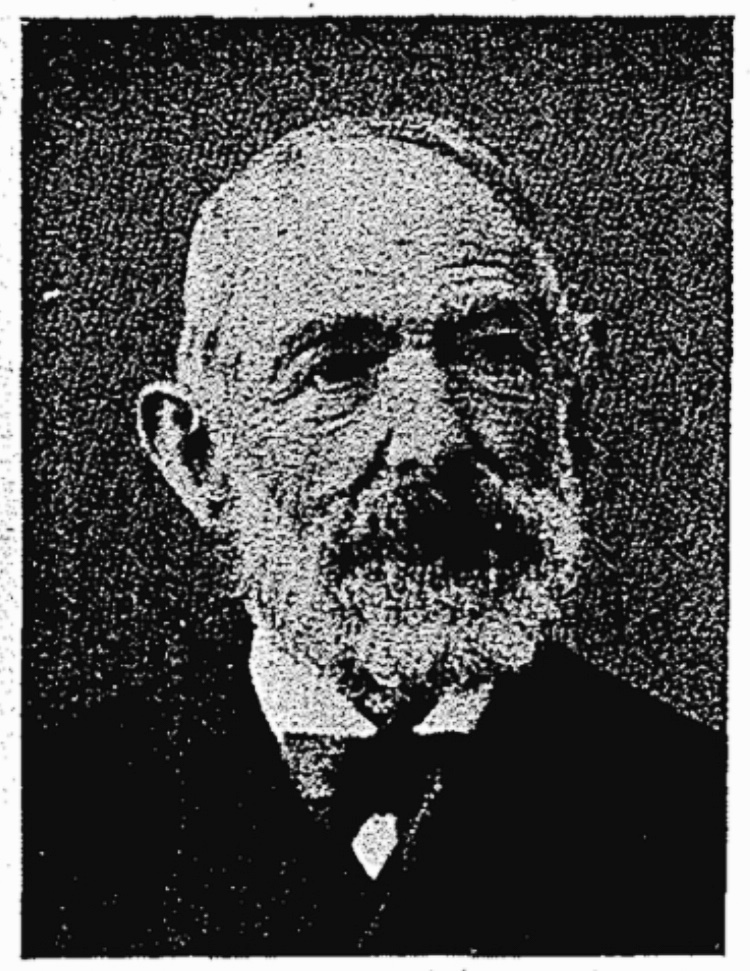
Isak Elbogen, krajský rabín mladoboleslavské židovské obce v letech 1843–1880

Soupis rabínů působících v Mladé Boleslavi je nekompletní, vychází ze stati posledního z nich – Arnošta E. Goldmanna – Dějiny Židů v Mladé Boleslavi vydané roku 1934. Sám Goldmann byl posledním mladoboleslavským rabínem, 16. ledna 1943 byl z Mladé Boleslavi deportován do koncentračního tábora Terezín a odtud 6. září do vyhlazovacího tábora Auschwitz, kde zahynul.
- 1560: mistr Abraham
- 1588: Ruben a zeť Gabriel
- 1594–1613: Salomon
- 1658: David
- 1680: Lipman Graetz
- 1691: Filip Lipman
- 1719: Mojzes Levi Brandeis
- 1731: Mojžíš Brandejs
- 1732: Mojžíš Levy
- 1737: Feitel Noe
- 1754: Levit Brandeis
- 1822: Abraham
- 1824–1842: Yom Tov Spitz
- 1843–1880: Dr. Isak Elbogen
- 1886–1893: Moritz Grünwald
- 1923: Arnošt E. Goldmann

## Galerie

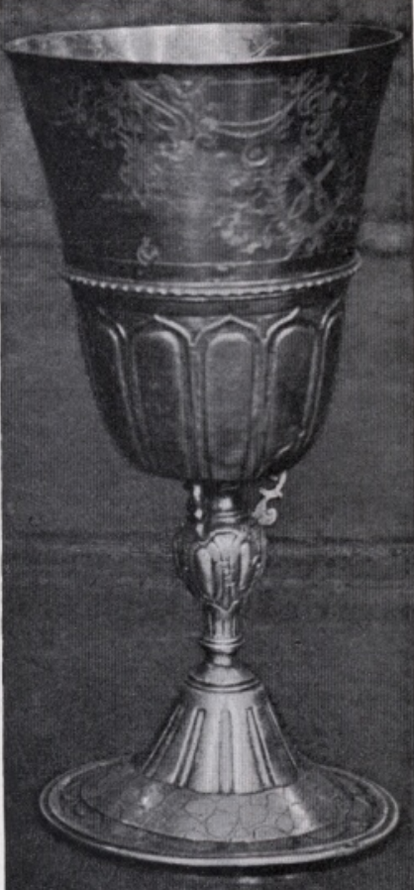
kalich z mladoboleslavské synagogy na snímku z roku 1905
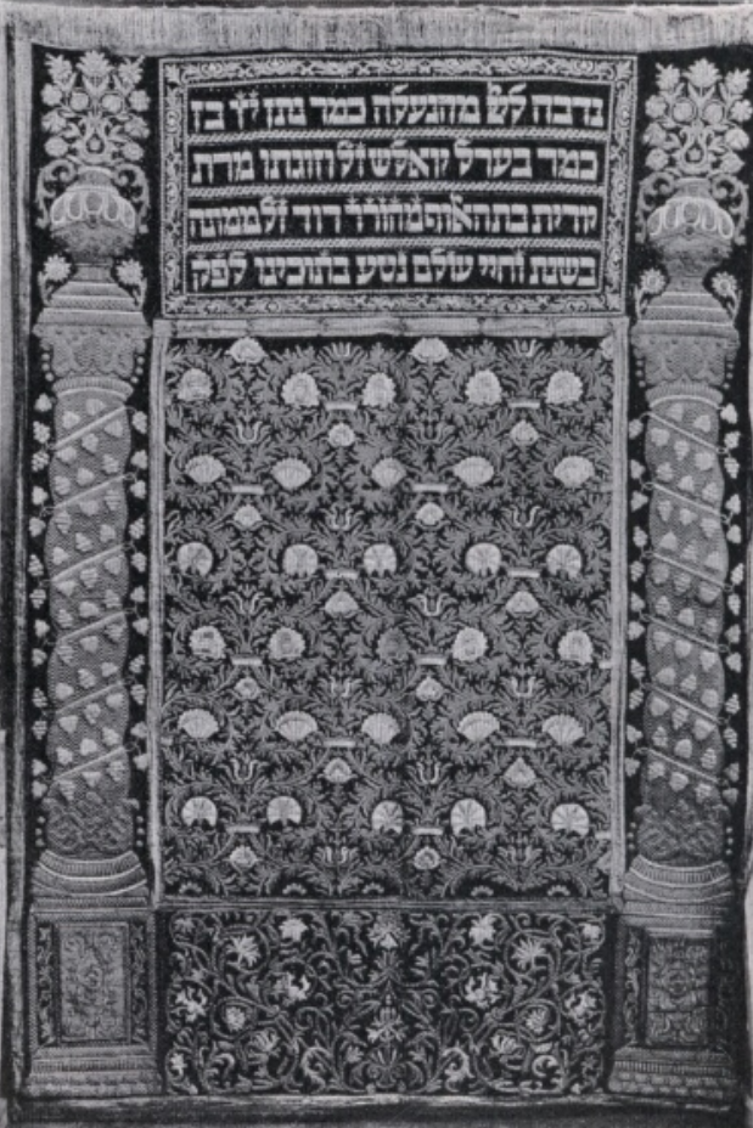
parochet z roku 1702 (součást muzejní sbírky) na snímku z roku 1905
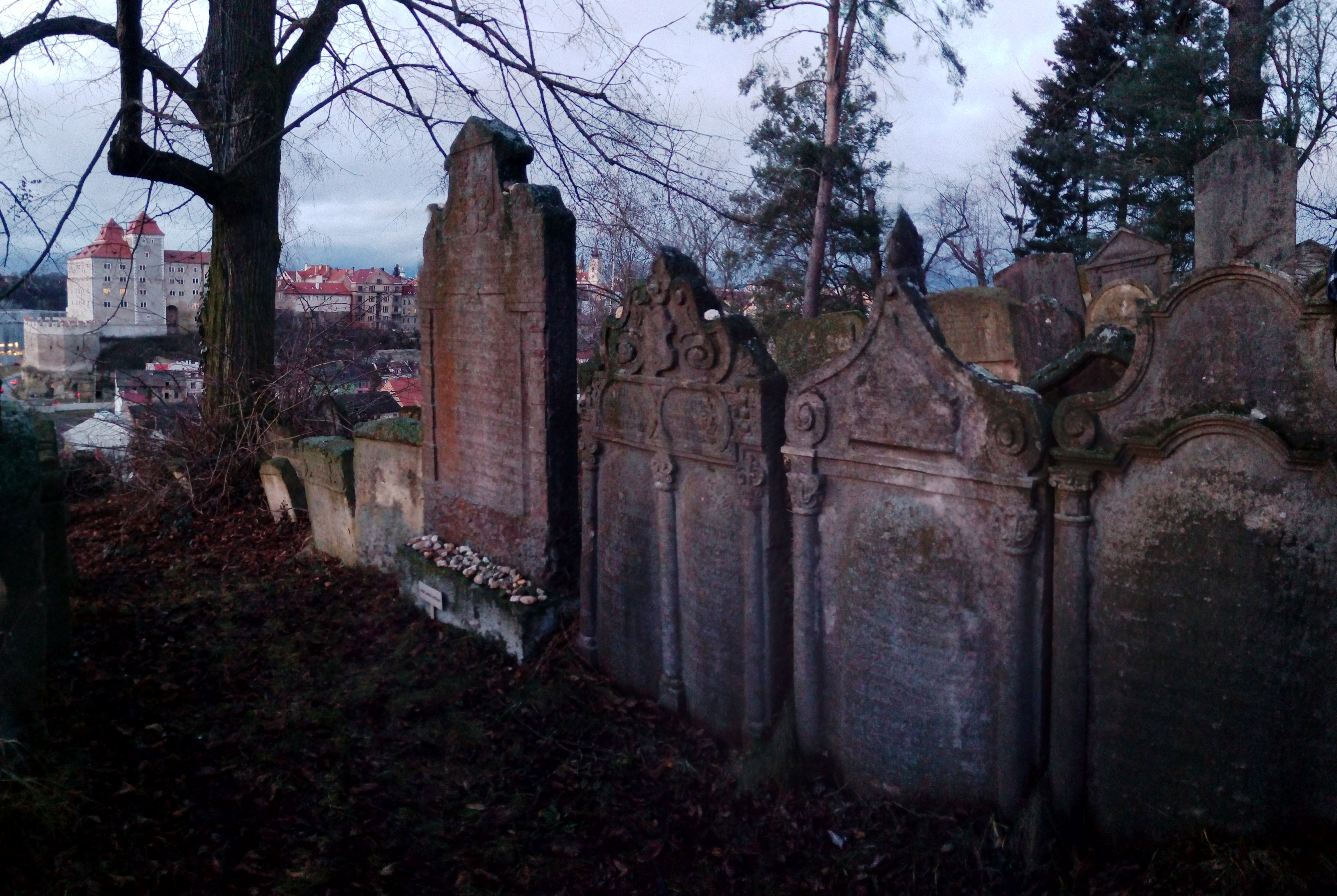
židovský hřbitov v Mladé Boleslavi
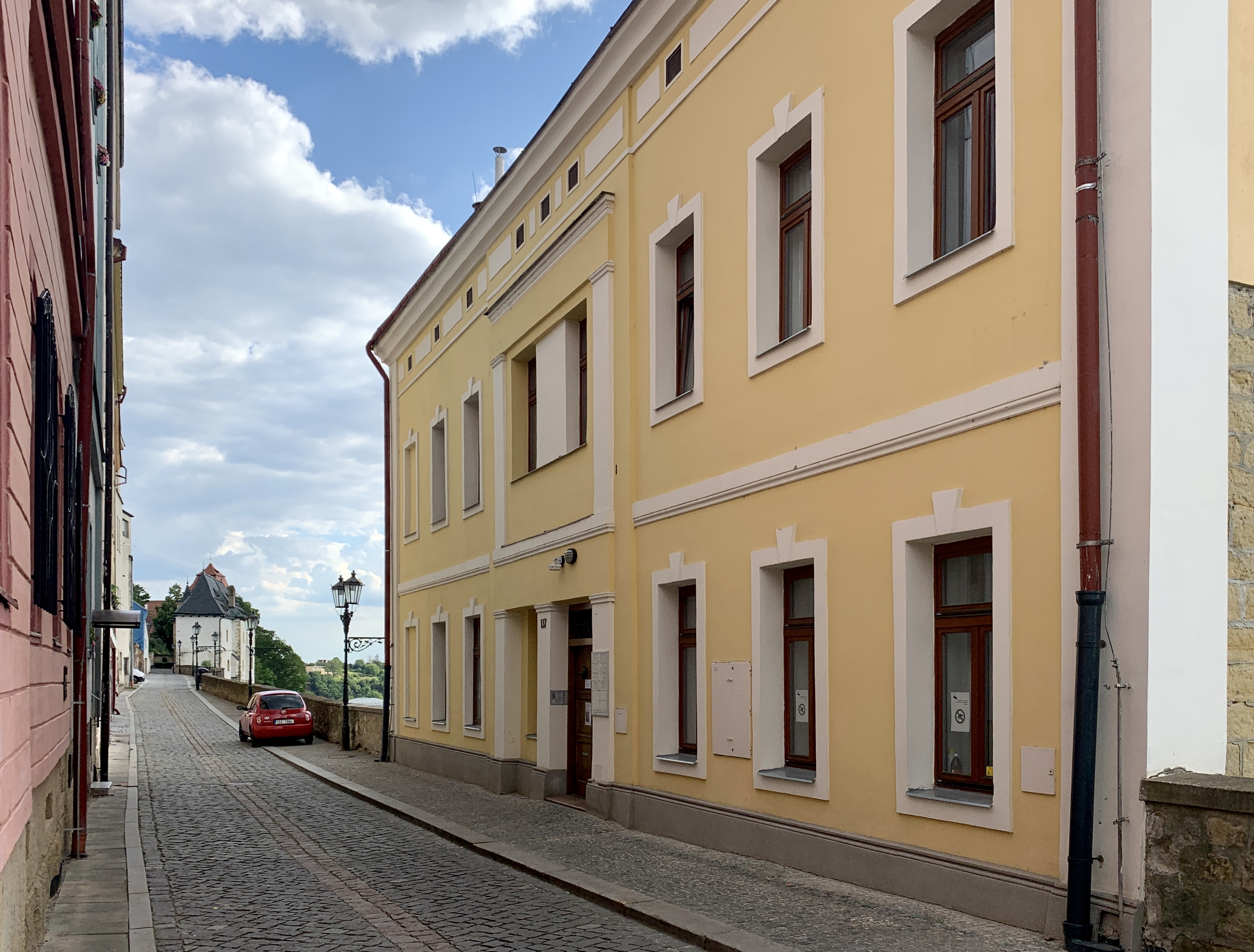
Nová židovská škola v Krajířově ulici č. p. 137, kde bylo i muzeum